# Wilhelm Friedrich Hermann Reinwald

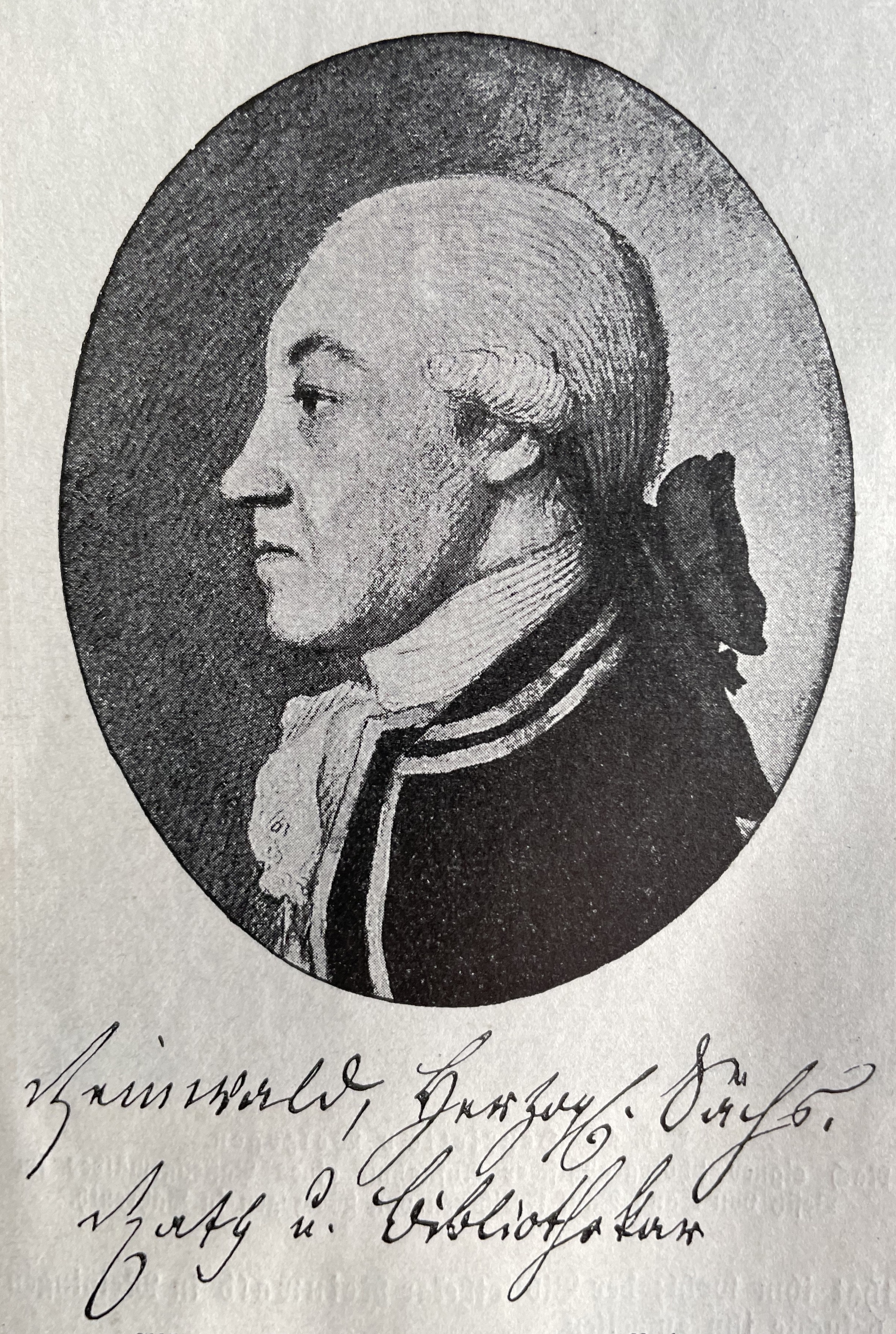
Wilhelm Friedrich Hermann Reinwald

Wilhelm Friedrich Hermann Reinwald (* 11. August 1737 in Wasungen; † 6. August 1815 in Meiningen; auch: Wilhelm Reinwald) war ein deutscher Bibliothekar und Sprachwissenschaftler. Er war eng mit Friedrich Schiller befreundet und heiratete später dessen Schwester Elisabetha Christophine Friederike.

## Leben und Wirken
Wilhelm Friedrich Hermann Reinwald war Sohn des Wasunger Amtmannes und Meininger Regierungsrates Johann Ernst Reinwald. Nachdem der Vater früh verstorben war und die Mutter zu Beginn des Siebenjährigen Krieges bei einer Plünderung ihr gesamtes Vermögen verloren hatte, nahm sich der Meininger Herzog Anton Ulrich der Familie an. Reinwald erhielt zunächst häuslichen Unterricht, anschließend lernte er am Meininger Gymnasium und studierte dann Rechtswissenschaft von 1753 bis 1756 in Jena. Nach dem Tod der Mutter 1758 lebte er bei einem nahen Verwandten in Gotha, wo er bei Georg Anton Benda Musikunterricht genoss und engen Kontakt mit dem Theologen und Dichter Jakob Friedrich Schmidt pflegte.
Von seinem Gönner, Herzog Anton Ulrich, 1762 als Geheimer Kanzlist für kurze Zeit nach Wien geschickt, musste Reinwald nach dessen Tod auf Geheiß der Regentin Charlotte Amalie wieder zurück nach Meiningen und in einer schlecht bezahlten, niederen Stellung arbeiten. Reinwalds Lage besserte sich erst mit dem neuen Herzog Karl, der ihn 1776 mit der Ordnung der herzoglichen Kunst- und Literaturschätze betraute, eine Tätigkeit, die er mehr als vierzig Jahre ausführte. 1784 wurde Reinwald zum herzoglich-meiningischen Rat ernannt, zwei Jahre später heiratete er Elisabetha Christophine Friederike Schiller, doch an seiner finanziell immer noch eher dürftigen Stellung änderte dies nichts.
Durch zahlreiche Veröffentlichungen beispielsweise in Friedrich Nicolais Allgemeinen deutschen Bibliothek und in Christian Felix Weißes Bibliothek der schönen Wissenschaften suchte Reinwald seine finanzielle Situation aufzubessern. Schiller veröffentlichte in seinen Horen einen Beitrag Reinwalds mit dem Titel „Pulver-Verschwörung in England im Jahre 1605, dem dritten der Regierung Jakobs I.“
Daneben versuchte Reinwald sich schon früh als Dichter mit verschiedenen Veröffentlichungen unter anderem in Schillers Thalia 1787, Schillers Musen-Almanach 1796 und im Niederrheinischen Taschenbuch 1806. 1802 wird er zum ersten Bibliothekar in Meiningen ernannt und erst 1805 zum Hofrat, womit endlich auch sich eine finanzielle Sicherheit einstellte.

## Literarische Arbeiten (Auswahl)
- Poetische Briefe und kleine Gedichte. F.E. Hartmann, Meiningen 1769.
- Poetische Launen, Erzählungen, Briefe und Miscellaneen. Auf Kosten der Verlagskasse für  Gelehrte und Künstler und zu finden in der Buchhandlung der Gelehrten, Dessau 1782 (Digitalisat der Staatsbibliothek zu Berlin – PK).
- Lottens Briefe an eine Freundin während ihrer Bekanntschaft mit Werthern. Aus dem Englischen übersetzt. Zwey Theile. Friedrich Nicolai, Berlin und Stettin 1788 (Digitalisat der BSB).
- 15 Lieder im Neuen Sachsen-Koburg-Meiningischen Gesangbuch, Meiningen 1790.

## Sprachwissenschaftliche Arbeiten (Auswahl)
- Hennebergisches Idiotikon. Oder Sammlung der in der gefürsteten Grafschaft Henneberg gebräuchlichen Idiotismen, mit etymologischen Anmerkungen und Vergleichung anderer alten und neuen germanischen Dialekte. Nicolai, Berlin und Stettin 1793.